# La Trinité (Martinica)
La Trinité é uma comuna francesa no departamento ultramarino da Martinica. Estende-se por uma área de 45.77 km², e possui 12.232 habitantes, segundo o censo de 2018, com uma densidade de 270 hab/km².